# Nina Georgijevna af Rusland
Prinsesse Nina Georgijevna af Rusland (russisk: Нина Георгиевна Романова; tr. Nina Petrovna Romanova) (20. juni 1901 – 27. februar 1974) var en russisk prinsesse fra Huset Romanov. Hun var det ældste barn af storfyrst Georgij Mikhailovitj af Rusland og hans hustru prinsesse Maria af Grækenland.
Hun var blandt de medlemmer af den russiske kejserfamilie, der overlevede Den Russiske Revolution og tilbragte det meste af sit liv i eksil i USA. I 1922 giftede hun sig med den georgiske fyrste Paul Aleksandrovitj Chavchavadze.
Prinsesse Nina var kusine til den britiske prinsgemal Prins Philip, hertug af Edinburgh, samt til Dronning Alexandrine af Danmark, Kong Georg 2. af Grækenland, Kong Alexander 1. af Grækenland, Kong Paul 1. af Grækenland, Storhertug Frederik Frans 4. af Mecklenburg-Schwerin, Helena, Dronningemoder af Rumænien, Kronprinsesse Cecilie af Tyskland og Prinsesse Marina, Hertuginde af Kent.

## Biografi
Prinsesse Nina blev født den 20. juni (jul.: 7. juni) 1901 i sin farfars residens Novo-Mikhailovskij-paladset i Sankt Petersborg i Rusland. Hun var det ældste barn af storfyrst Georgij Mikhailovitj af Rusland og hans hustru prinsesse Maria af Grækenland. Gennem sin far var hun dermed medlem af Huset Romanov, barnebarn af Storfyrst Mikhail Nikolajevitj af Rusland og oldebarn af Kejser Nikolaj 1. af Rusland. Gennem sin mor var hun barnebarn af den danskfødte Kong Georg 1. af Grækenland og oldebarn af Kong Christian 9. af Danmark. Som oldebarn i mandslinje af en russisk kejser havde hun fra fødslen titel af prinsesse og prædikat af højhed.
Princess Nina voksede indledningsvis op med sin søster prinsesse Ksenija i familiens lejlighed i farfarens residens Novo-Mikhailovskij-paladset i Sankt Petersborg. I 1905 flyttede de til Krim, hvor de byggede de et mindre slot i engelsk stil, som de gav det græske navn Harax, og hvor de boede de næste ni år. Prinsesse Nina og Prinsesse Ksenija var jævnaldrende med Tsar Nikolaj 2.'s to yngste døtre og legede af og til med dem, når de befandt sig i Sankt Petersborg.
Forældrenes ægteskab var ikke vellykket. Storfyrstinde Maria brød sig ikke specielt om Rusland og havde aldrig været forelsket i sin mand, så med tiden gled parret mere og mere fra hinanden. Storfyrst Georg var en hengiven far, og de to døtre havde et tæt forhold til ham. Maria brugte døtrenes dårlige helbred som undskyldning til at opholde sig i længere perioder udenfor Rusland uden følgeskab af sin mand. I juni 1914, kort før udbruddet af Første Verdenskrig, flyttede Maria med sine døtre til London under påskud af, at hun ville forbedre deres helbred, mens hun i virkeligheden ønskede at blive separeret fra sin mand. Da krigen brød ud en måned efter deres ankomst, besluttede hun sig for ikke med det samme at rejse tilbage til Rusland som de andre russiske kejserlige, der befandt sig i udlandet. Senere blev det for risikabelt at rejse, og hun blev sammen med døtrene i England i de turbulente år under Første Verdenskrig og Den Russiske Revolution. De kom aldrig tilbage til Rusland, og Nina genså aldrig sin far, der først blev fængslet under Den Russiske Revolution, og senere skudt sammen med tre andre storfyrster i 1919.
Nina tilbragte resten af sit liv i eksil. Sammen med sin søster blev hun uddannet i Storbritannien. Faderens død og Maria Georgijevnas andet ægteskab med den græske admiral Perikles Ioannidis gjorde forholdet mellem mor og døtre koldt. I nogen tid havde Nina en affære med sin fætter prins Paul af Grækenland (den senere kong Paul 1. af Grækenland). Imidlertid kom der intet ud af denne forbindelse. Prinsessen sluttede selv forholdet og giftede sig i 1922 med den georgiske fyrste Paul Aleksandrovitj Chavchavadze. Hun døde 72 år gammel den 27. februar 1974 i Wellfleet i Massachusetts i USA.

## Eksterne links
- Wikimedia Commons har flere filer relateret til Nina Georgijevna af Rusland